# 6.º governo da Monarquia Constitucional
O 6.º governo da Monarquia Constitucional, ou 1.º governo do Setembrismo, nomeado a 10 de setembro de 1836 e tendo o seu fim a 4 de novembro de 1836 após o golpe da Belenzada, foi presidido pelo conde de Lumiares, se bem que o cargo de presidente do Conselho de Ministros ainda não estava juridicamente definido.
A sua constituição era a seguinte:
| Cargo                                                                   | Detentor | Detentor                                                         | Período                                        |
| ----------------------------------------------------------------------- | -------- | ---------------------------------------------------------------- | ---------------------------------------------- |
| Presidente do Conselho de Ministros                                     |          | Conde de Lumiares (1788–1849)                                    | 10 de setembro de 1836 a 4 de novembro de 1836 |
| Ministro e Secretário de Estado dos Negócios do Reino                   |          | Passos Manuel (1801–1862)                                        | 10 de setembro de 1836 a 4 de novembro de 1836 |
| Ministro e Secretário de Estado dos Negócios Eclesiásticos e de Justiça |          | António Vieira de Castro (1766–1842)                             | 10 de setembro de 1836 a 4 de novembro de 1836 |
| Ministro e Secretário de Estado dos Negócios da Fazenda                 |          | Visconde de Sá da Bandeira (1795–1876)                           | 10 de setembro de 1836 a 4 de novembro de 1836 |
| Ministro e Secretário de Estado dos Negócios da Guerra                  |          | Conde de Lumiares (1788–1849)                                    | 10 de setembro de 1836 a 4 de novembro de 1836 |
| Ministro e Secretário de Estado dos Negócios da Marinha e Ultramar      |          | António César de Vasconcelos Correia (não empossado) (1797–1865) | 10 de setembro de 1836 a 26 de outubro de 1836 |
| Ministro e Secretário de Estado dos Negócios da Marinha e Ultramar      |          | Conde de Lumiares (interino) (1788–1849)                         | 10 de setembro de 1836 a 4 de novembro de 1836 |
| Ministro e Secretário de Estado dos Negócios Estrangeiros               |          | Visconde de Sá da Bandeira (interino) (1795–1876)                | 10 de setembro de 1836 a 4 de novembro de 1836 |